# Semiha Yankı
Semiha Yankı, född 15 januari 1958 i Istanbul, är en turkisk popssångare, TV-programledare och skådespelare.
Yankıs föräldrar var cirkusartister och hon blev själv upplärd till akrobat. Hon började uppträda som sångerska när hon var tretton år.
Yankı vann den turkiska uttagningen till Eurovision Song Contest 1975 och blev därmed landets första representant i tävlingen. Hon framförde bidraget Seninle bir dakika som slutade på sista plats med tre poäng.
Hon gifte sig 1983 med Ömer Haşhaş'la.

## Diskografi
- Büyük Aşkımız
- Adını Yollara Yazdım
- Ben Sana Mecburum
- Sevgi Üstüne
- Hayırlı Olsun
- Ayrılanlar İçin
- Seni Seviyorum

## Filmer
- Güneş Doğmasın (1961)
- Hammal (1976)

### Översättning
Den här artikeln är helt eller delvis baserad på material från turkiskspråkiga Wikipedia.